# Saitis spinosus
Saitis spinosus är en spindelart som först beskrevs av Cândido Firmino de Mello-Leitão 1945.  
Saitis spinosus ingår i släktet Saitis och familjen hoppspindlar. Inga underarter finns listade i Catalogue of Life.